# Aspen
Pour les articles homonymes, voir Aspen (homonymie).
La ville d’Aspen (/ˈæspən/) est le siège du comté de Pitkin, dans l’État du Colorado, aux États-Unis. Aspen est une station de ski dans les montagnes Rocheuses. Le nom vient de l'abondance des trembles (en anglais : aspen trees ; en fait des peupliers faux trembles, Populus tremuloides) dans la région. Aspen fut d'abord un centre d'exploitation des mines d'argent où fut extrait au XIXe siècle un bloc d'argent natif de 690 kg.
Aspen est également le point de départ vers les Maroon Bells, montagnes les plus photographiées du Colorado.
Après un traité avec les Indiens Ute, l'argent fut découvert par des prospecteurs en 1879. Le lieu fut connecté au chemin de fer l'année suivante. À la fin du XIXe siècle, les mines d'Aspen furent fermées. La ville s'est vidée progressivement : on comptait 705 résidents en 1930.
La ville est le théâtre du film Dumb & Dumber, avec Jim Carrey ainsi que d'un épisode de South Park portant le titre Asspen. Enfin, l'Institut Aspen a été fondé dans cette ville.

## Popularité et positionnement
Aspen est principalement réputée pour ses sports d'hiver. Si l’on s'élargit à Snowmass Village, la ville compte quatre stations de ski — Snowmass, Aspen Mountain, Aspen Highlands, Buttermilk — dont celle de Buttermilk qui accueille chaque hiver depuis 2002 les X Games, compétition de sports d'hiver dits extrêmes (le contrat signé entre ESPN, chaîne de retransmission TV, et Aspen).
Les personnalités américaines, voire internationales, sont nombreuses à posséder une propriété à Aspen ou dans ses alentours. Mais depuis quelques années Aspen est confrontée à la concurrence de Vail, autre station de ski du Colorado dont la popularité ne cesse d´augmenter.
L´afflux de personnes riches et célèbres a entraîné la montée des prix. Aspen, pourtant petite ville, accueille de nombreux magasins de luxe. Au-delà, les flux financiers profitent aux habitants et de nombreux aménagements se font, par exemple, le lycée Aspen High School est muni de grands moyens technologiques.
La station est considérée comme l'une des plus huppées de la planète au même titre que Courchevel, Megève ou encore Gstaad. Elle est la station de ski la plus chère du monde et le prix moyen d'une propriété avoisine les 25 millions de dollars. L'ancienne propriété du prince saoudien Bandar ben Sultan Hala Ranch (en), d'une superficie de 36 hectares, a été vendue pour 135 millions de dollars en 2006, ce qui en a fait à l'époque la propriété la plus chère des États-Unis.
Aspen a été surnommée Billionnaire montain (la montagne des milliardaires) par l'ancien rédacteur de Forbes, Morgan Brennan, dans un article de décembre 2012.
Parmi les personnalités qui possèdent une résidence dans la station, on peut citer les milliardaires Jeff Bezos, Charles Koch, la famille Walton (en), Roman Abramovitch, Larry Fink, Michael Dell, John Paulson, Leonard Lauder, Ken Griffin ou encore le milliardaire allemand Hasso Plattner.
Depuis 1979, la ville accueille un festival du film indépendant.
Aspen possède un aéroport (Sardy Field, code AITA : dont le code AITA est ASE).

## Géographie
La ville se situe à 2 400 mètres d'altitude, le long de la Roaring Fork River, un affluent du Colorado. La station est entourée par la Red Mountain au nord, la Smuggler Mountain à l'est et l'Aspen Mountain au sud.
La municipalité s'étend sur 3,87 milles carrés (10,02 km2).

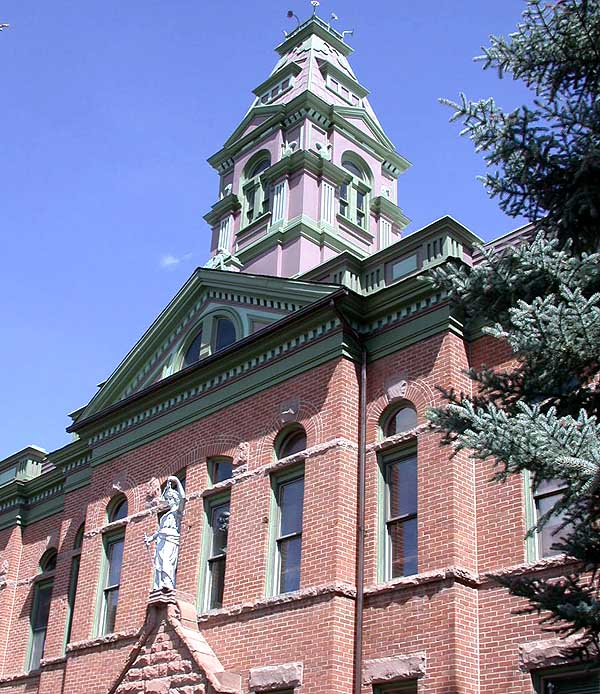
Tribunal du Comté de Pitkin, à Aspen.
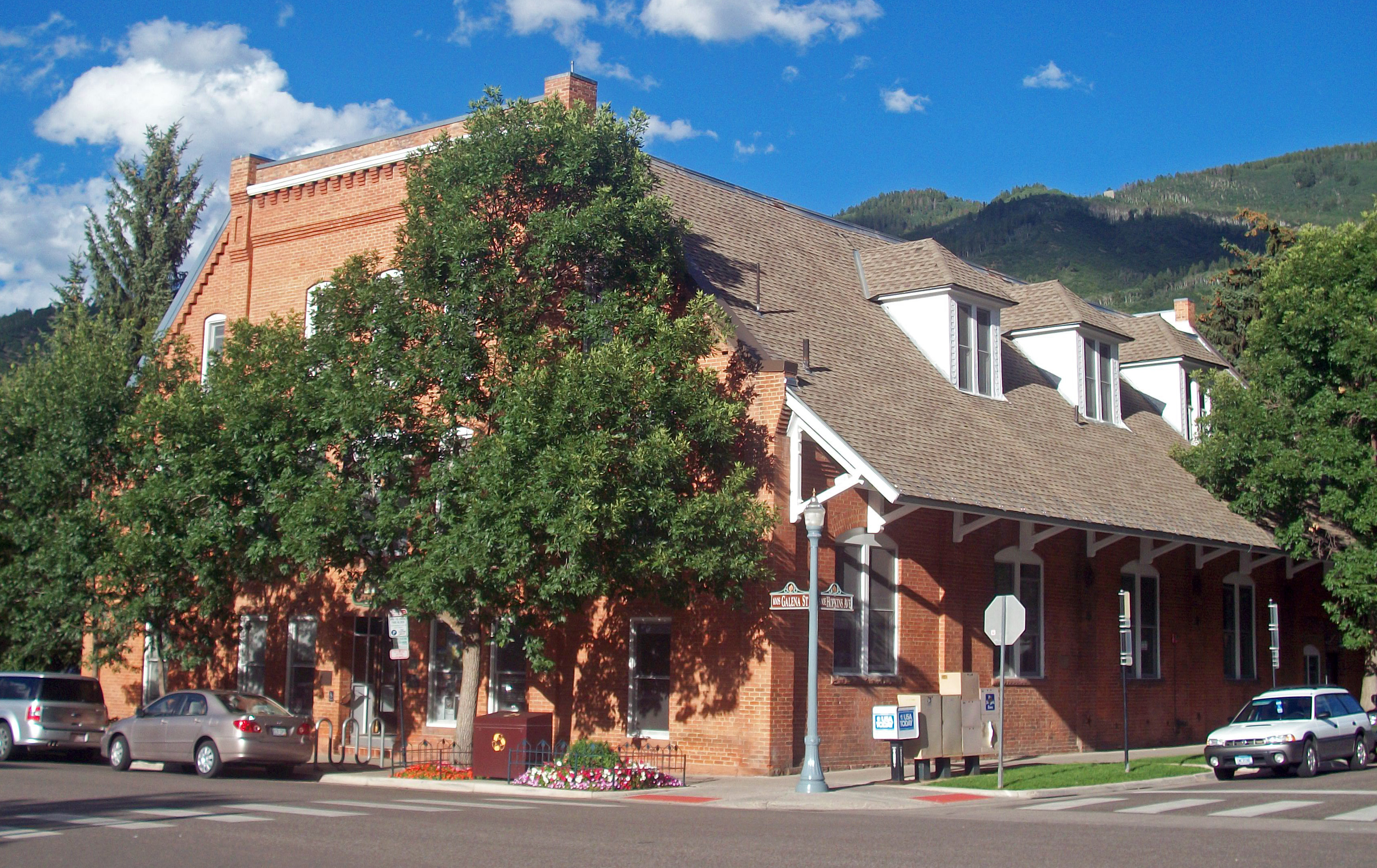
Mairie (City Hall).
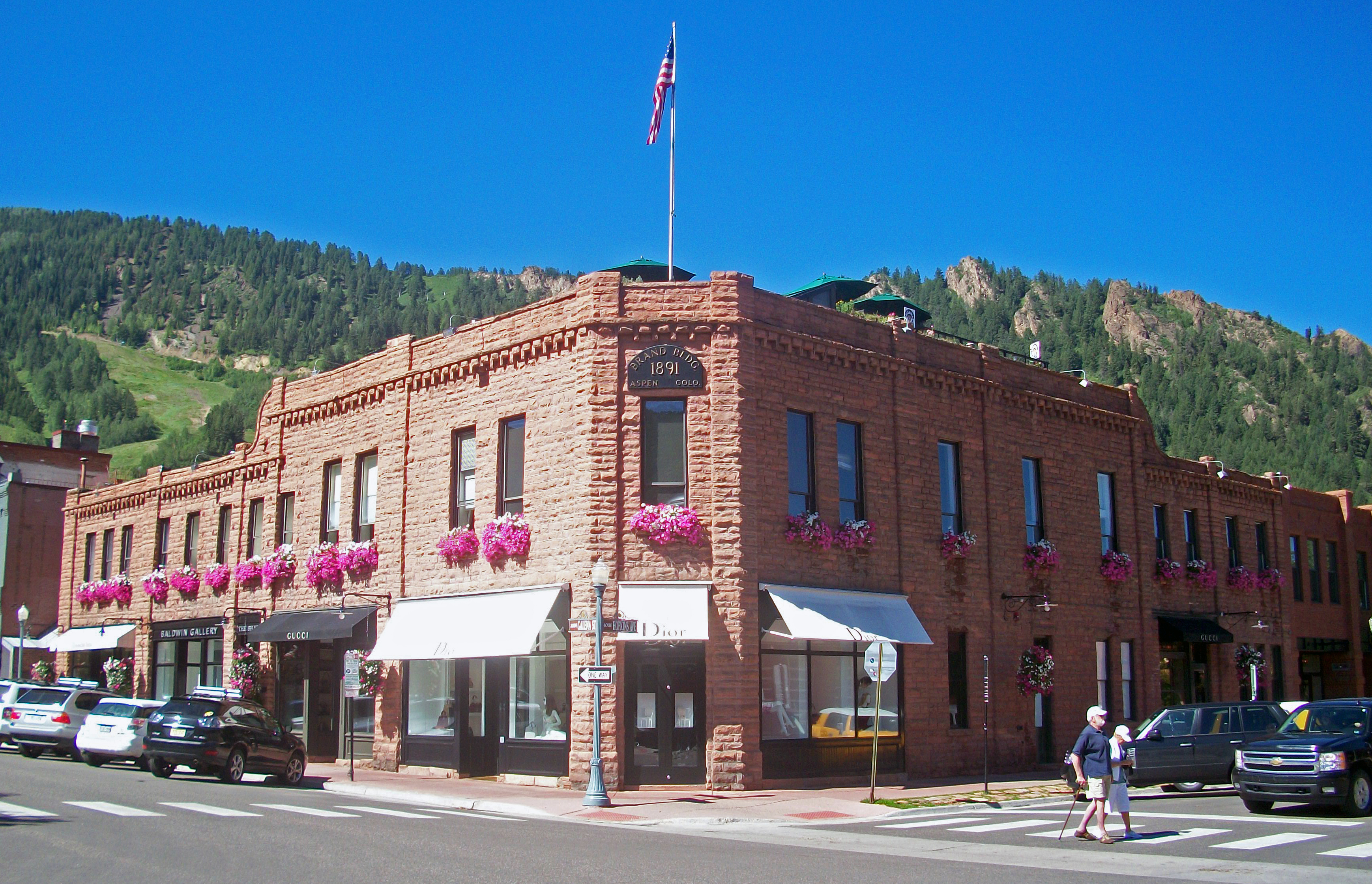
L'Hyman-Brand Building.
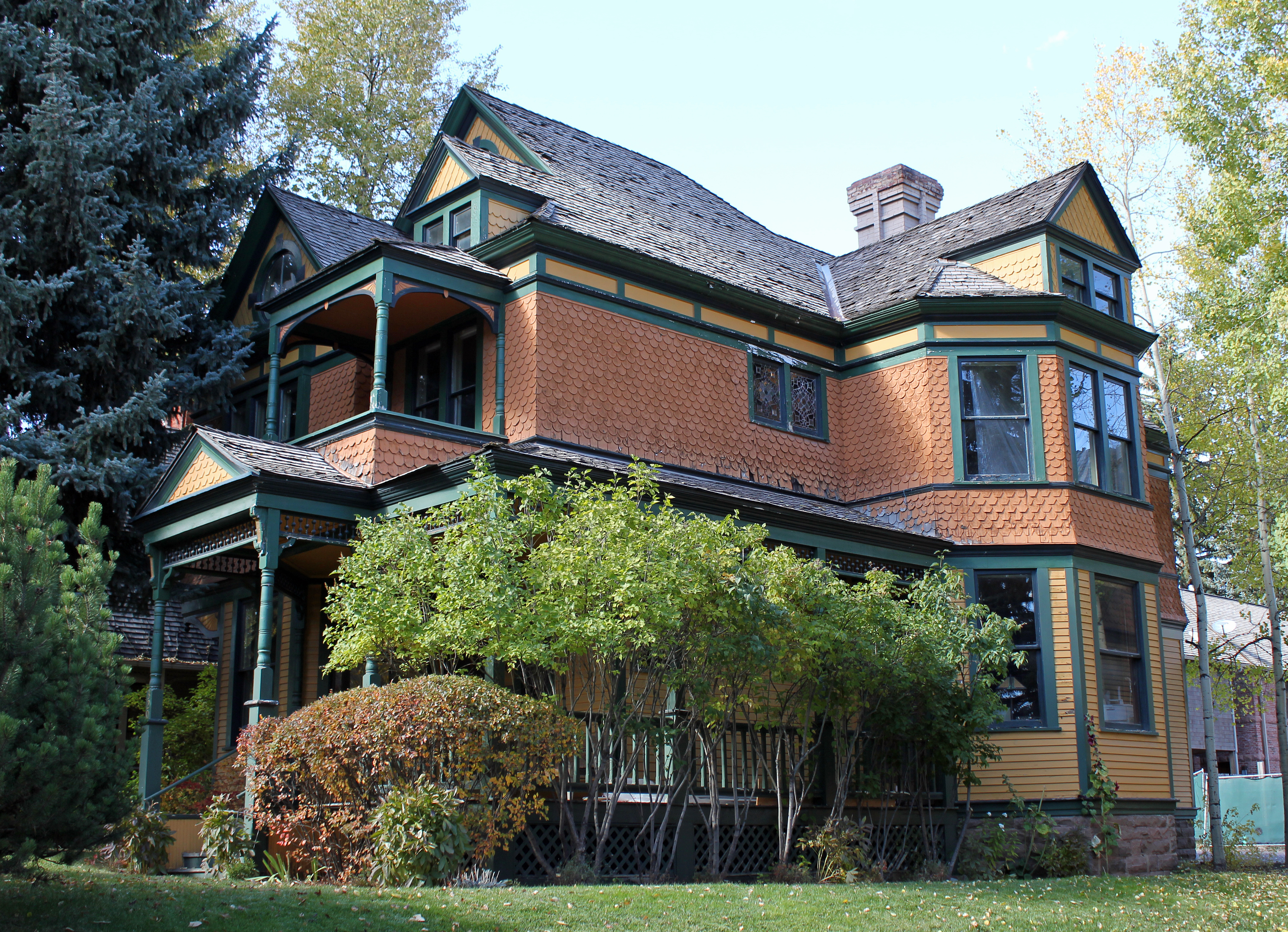
La Smith-Elisha House.
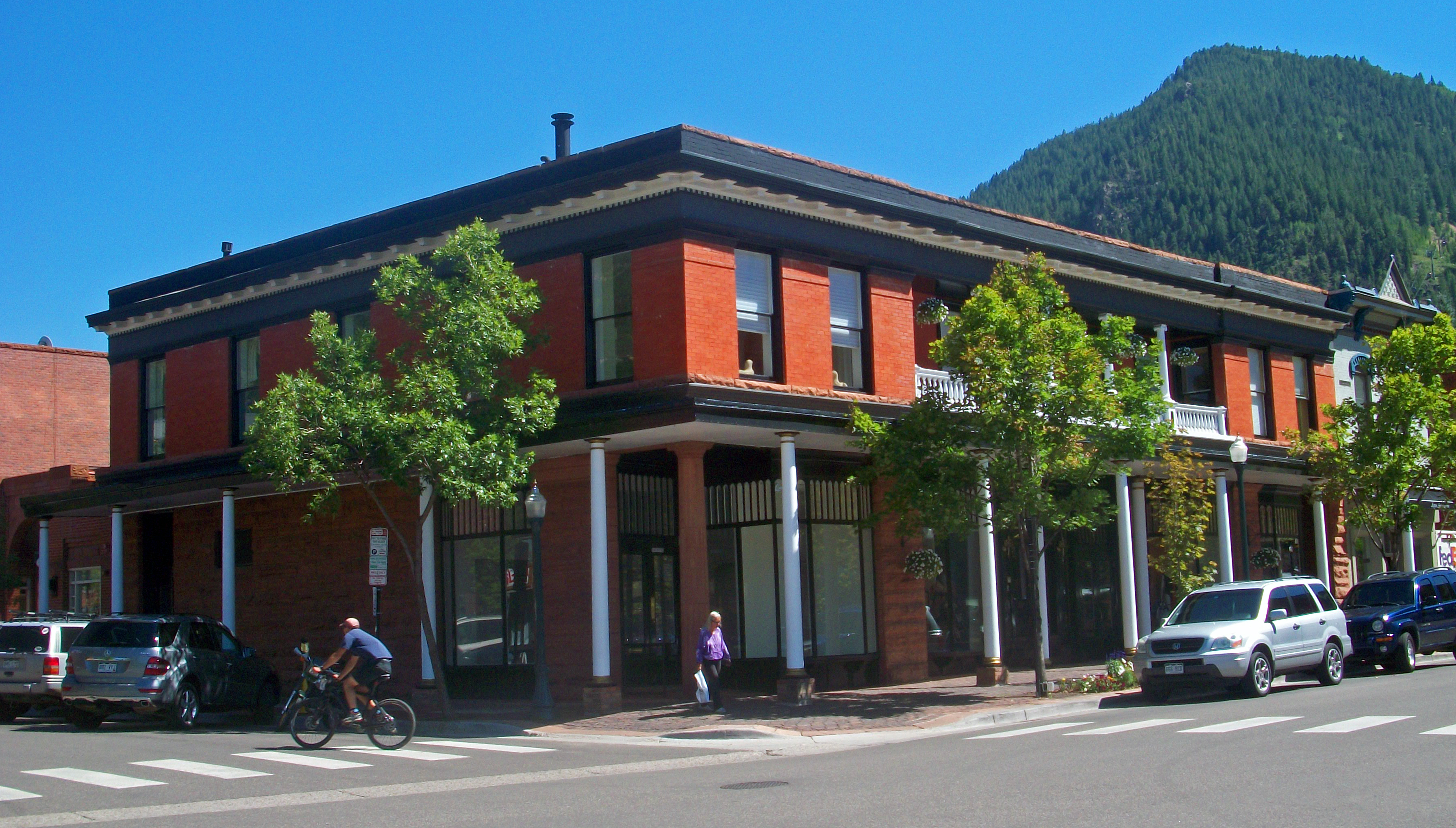
Collins Block.
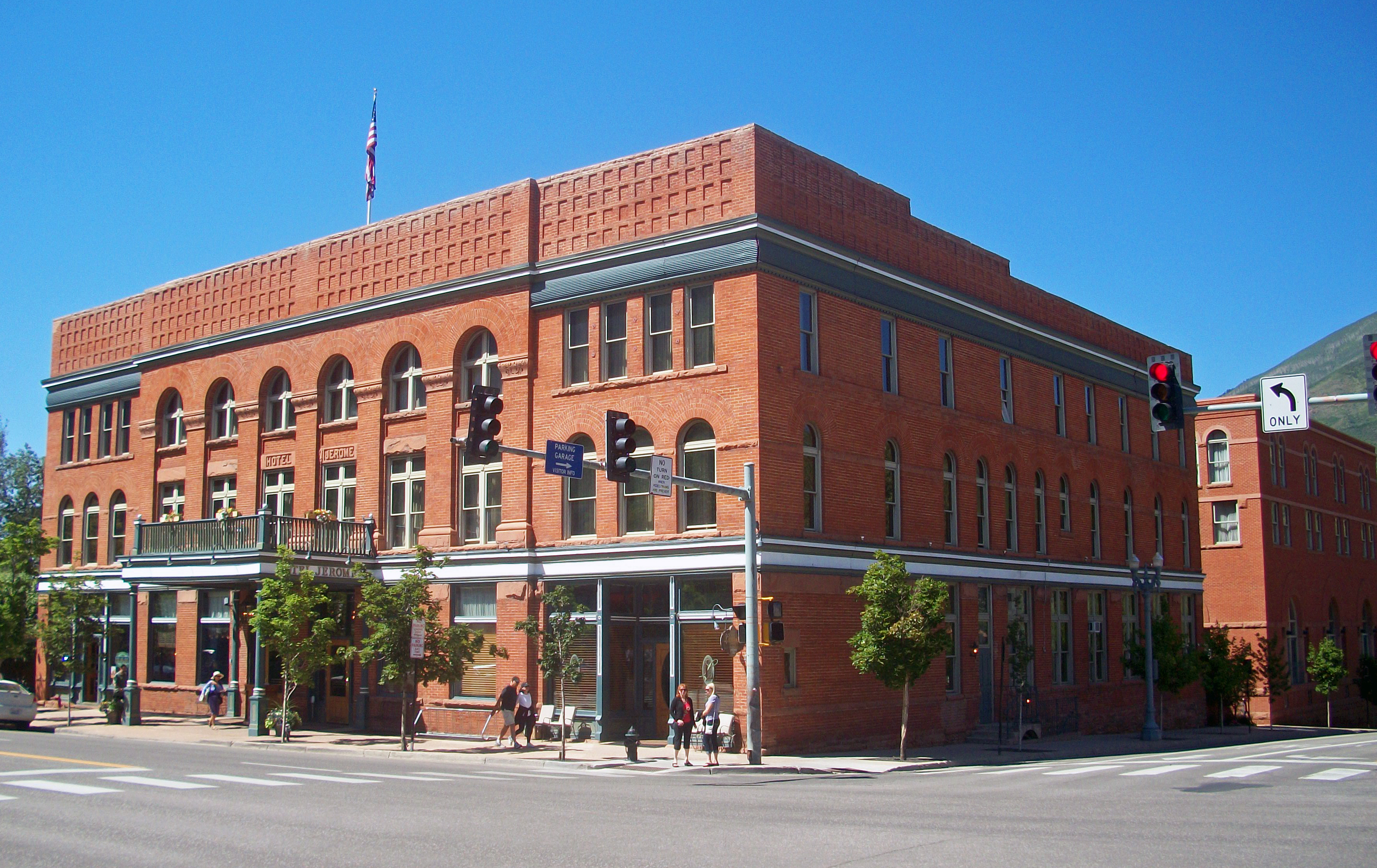
L'hôtel Jerome.
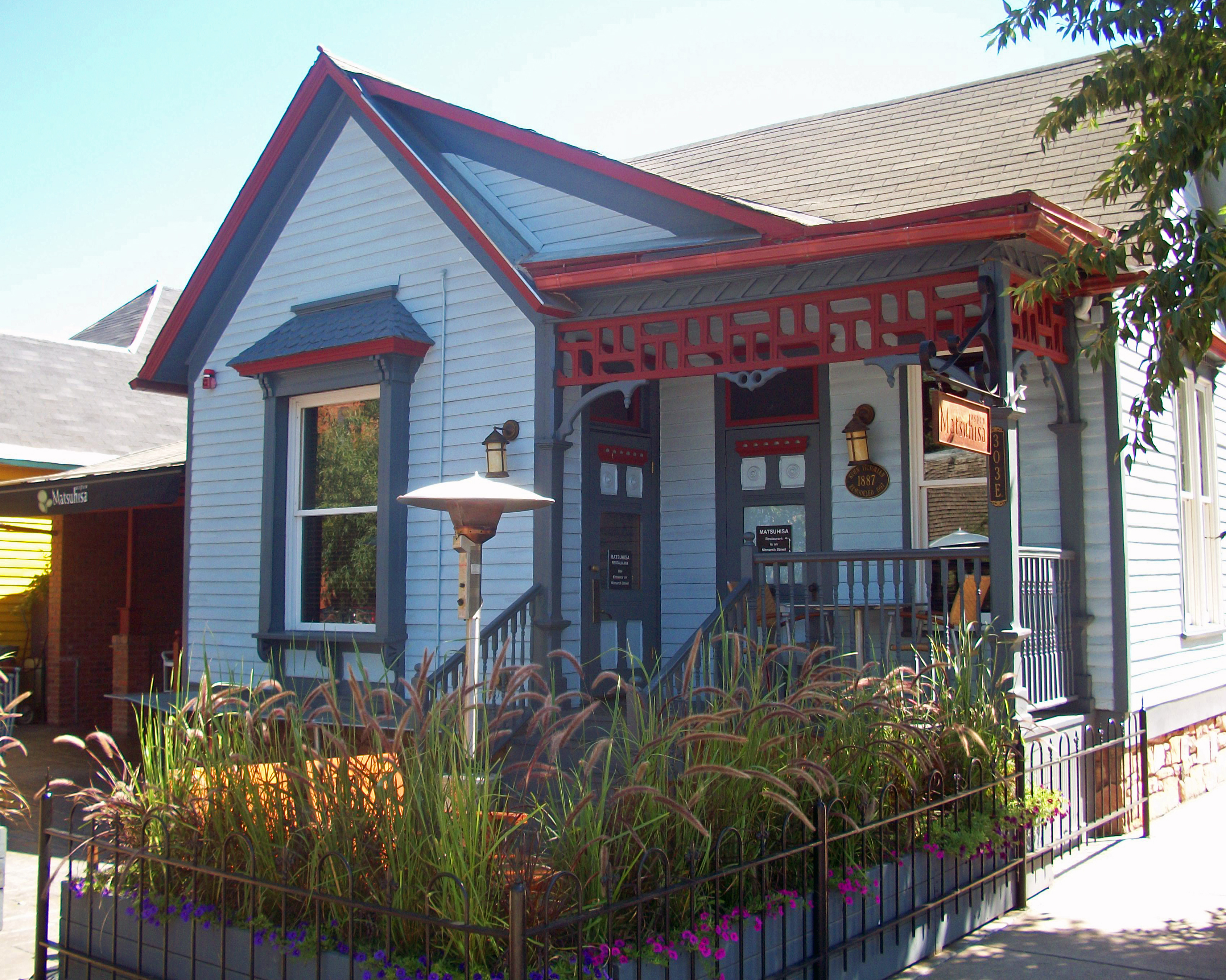
La Thomas Hynes House.

## Démographie
| 1890  | 1900  | 1910  | 1920  | 1930 | 1940 |
| ----- | ----- | ----- | ----- | ---- | ---- |
| 5 108 | 3 303 | 1 834 | 1 265 | 705  | 777  |

| 1950 | 1960  | 1970  | 1980  | 1990  | 2000  |
| ---- | ----- | ----- | ----- | ----- | ----- |
| 916  | 1 101 | 2 437 | 3 678 | 5 049 | 5 914 |

| 2010  | 2020  | - | - | - | - |
| ----- | ----- | - | - | - | - |
| 6 658 | 7 004 | - | - | - | - |

## Jumelages
Aspen est jumelée avec :
- Chamonix (France) ;
- Davos (Suisse) ;
- Garmisch-Partenkirchen (Allemagne) ;
- Queenstown (Nouvelle-Zélande) ;
- San Carlos de Bariloche (Argentine) ;
- Shimukappu (Japon).